# American Discovery Trail
Der American Discovery Trail ist ein transkontinentaler Fernwanderweg durch die USA.

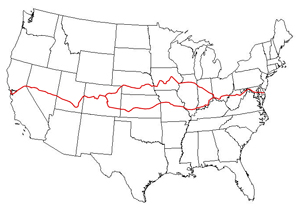
Übersichtskarte

## Verlauf
Beginnend am Cape Henlopen, Delaware am Atlantik im gleichnamigen Cape Henlopen State Park, durchquert er 15 Bundesstaaten (Colorado, Delaware, Illinois, Indiana, Iowa, Kalifornien, Kansas, Kentucky, Maryland, Missouri, Nebraska, Nevada, Ohio, Utah, West Virginia) und endet nach ca. 10.800 km (6.800 Meilen) am Kap von Point Reyes im Point Reyes National Seashore, Kalifornien.
Zwischen Ohio und Colorado verläuft der Weg in einem nördlichen Teil über Indiana, Illinois, Iowa und Nebraska, sowie einem südlichen Teil durch Kentucky, Indiana, Illinois, Missouri und Kansas.

## Sehenswürdigkeiten
- Appalachen
- Colorado River
- Garden of the Gods
- Golden Gate Bridge
- Great Plains
- Lake Tahoe
- Rocky Mountains